# Gabriel Amato
Gabriel Amato (Mar del Plata, 22 de outubro de 1970, é um ex-futebolista argentino, que atuava como atacante.

## Carreira
Ele começou sua carreira em Aldosivi de Mar del Plata, e mais tarde passou a se tornar um dos poucos jogadores a ter jogado por mais três equipes popular em seu país: CA Boca Juniors e CA River Plate e CA Independiente.

### River Plate
Amato integrou o River Plate na campanha vitoriosa da Libertadores da América de 1996, no ataque seus companheiros eram: Crespo, Salas, Ortega, Gallardo e Franscecoli.

## Títulos
River Plate
- Taça Libertadores da América: 1996